# 谷間小百合
谷間 小百合（たにま さゆり、1922年1月1日 - 2003年2月）は、日本の女優。
広島県広島市出身。1935年に宝塚音楽歌劇学校に第25期生として入学。同期生に女優として活躍した日高澄子や東風うらゝらがいる。戦時中、戦後と映画女優として活躍した。本名は宇佐美百合子（旧姓：八木）。

## 経歴
- 1935年、宝塚少女歌劇団に入団し、花組に所属。日高澄子とともに、グランドレビュー『ゴンドリア』で初舞台。
- 1939年11月、在団中に、宝塚映画『雪割草』（原作/白井鐵造） に出演[1]。
- 1940年5月、在団中に、宝塚映画『女學生と兵隊』（原作/島本志津夫） に出演。
- 1940年9月、『宝塚グラフ』の表紙を飾る。
- 1941年、宝塚歌劇団を退団し、東宝に入社。黒澤明監督『一番美しく』などに出演。
- 1951年、成瀬巳喜男監督の『めし』を最後に退社、
- 1952年、『霧の夜の兇弾』（東映）出演後、芸能活動引退。
- 2003年2月、逝去。享年81。

## フィルモグラフィ
- 『雪割草』（宝塚映画、1939年）
- 『女學生と兵隊』（宝塚映画、1940年）
- 『幸子と夏代』（東宝映画東京、1941年）
- 『女学生記』（東京発声、1941年）
- 『男の花道』（東宝映画、1941年）
- 『若い先生』（東宝映画、1942年）
- 『南海の花束』（東宝映画、1942年）
- 『小春狂言』（東宝映画、1942年）
- 『愛の世界　山猫とみの話』（東宝映画、1943年）
- 『一番美しく』（東宝、1944年）
- 『恋の風雲児』（東宝、1945年完成、1953年公開）
- 『明日を創る人々』（東宝、1946年）
- 『或る夜の殿様』（東宝、1946年）
- 『わが青春に悔なし』（東宝、1946年）
- 『今ひとたびの』（東宝、1947年）
- 『戦争と平和』（東宝、1947年）
- 『無頼漢長兵衞』（大映、1949年）
- 『獄門島』（東横、1949年）
- 『獄門島 解明篇』（東横、1949年）
- 『女の四季』（東宝 1950年）
- 『めし』（東宝 1951年）
- 『わかれ雲』（新東宝、1951年）
- 『霧の夜の兇弾』（東映、1952年）